# مشروع كاليفورنيا هابياس بروجيكت
كاليفورنيا هابياس بروجيكت، (California Habeas Project) ويُعرف أيضًا باسم هابياس بروجيكت، هو أحد أوجه التعاون لتقليل العقوبات المفروضة على الناجين من العنف المنزلي والمحبوسين لجرائم ذات صلة بتجاربهم مع التعرض للإيذاء. وتتضمن المنظمات التي تشكل هذا التحالف: فري باترد وومن (Free Battered Women) والخدمات القانونية للسجينات ذوات الأطفال (Legal Services for Prisoners with Children) ومركز قانون النساء بكاليفورنيا (California Women's Law Center) ومشروع العدالة بعد الإدانة بـ جامعة جنوب كاليفورنيا ومكتب المحامي العام بمقاطعة لوس أنجلوس. ويوظف هابياس بروجيكت فريقًا من المتطوعين القانونيين من شركات القانون الخاصة لتمثيل الناجيات من العنف المنزلي المحبوسات. وقد بدأ مشروع هابياس بروجيكت بالعمل مع النساء في السجن عام 2002 بعد تعديل قانون العقوبات بكاليفورنيا لإعطاء النساء اللائي تعرضن للعنف في سجون كاليفورنيا فرصة في عقد جلسات استماع جديدة لهم. وبحلول عام 2007، كان هابياس بروجيكت قد سهل الإفراج عن 19 من الناجيات من العنف المنزلي من السجن.
ووفقًا لصحيفة لوس أنجلوس تايمز، فإن كاليفورنيا هابياس بروجيكت قد وجه انتقادات قوية لمحامي مقاطعة لوس أنجلوس ستيف كولي ومعالجته لقضايا العنف المنزلي.